# Die Sklavenkönigin
Die Sklavenkönigin es una película épica austriaca de 1924. Fue dirigida por Mihaly Kertész (más conocido como Michael Curtiz). El guion fue escrito por Ladislaus Vajda, basándose en la novela Luna de Israel, del autor H. Rider Haggard, que a su vez se inspiró en la historia Bíblica del Éxodo.
Fue esta la película que atrajo a Kertész a la atención del director de estudio Jack L. Warner, quién lo invitó a Hollywood en 1926, donde rápidamente se convirtió en Michael Curtiz e hizo una carrera en los Estudios Warner.
El rodaje tuvo lugar en Viena con aproximadamente 5,000 extras, en los estudios de Sascha-Film, y al aire libre en el Laaer Berg park area. El estreno fue el 24 de octubre de 1924. La versión completa restaurada de la película, la cual se creyó completamente perdida por muchos años, fue por primera vez exhibida el 26 de febrero de 2005 en el Wiener Metro Kino.

## Trama
Alrededor del año 1230 a. C. los israelitas se encontraban en esclavitud en Egipto. En este tiempo difícil, la esclava-judía Merapi se enamora del Príncipe Seti, hijo del Faraón Menapta. Esto socialmente inapropiado amor lleva numerosos a problemas, los cuales, sin embargo, pueden ser resueltos. Al final de la película Moisés lidera a su gente a través del Mar Rojo y a libertad.

## Producción
Una de las escenas más sobresalientes es el Cruce del Mar Rojo por Moisés (Hans Marr). Dado que al mismo tiempo la película estadounidense Los Diez Mandamientos estaba rodándose, la que también presentó la separación del Mar Rojo, el equipo vienés tomó extraordinarios cuidados sobre esta escena por temor a la tecnología superior de efectos especiales estadounidense. En la versión final, gracias a la posterior edición de trucos, la gigantesca construcción de madera, diseñada para liberar 100 metros cúbicos de agua de ambos lados inmediatamente, es irreconocible. El agua se vertió a una artesa de madera de 8 metros cuadrados y 1 metro de profundidad en el Laaer Berg park en Viena. Las paredes de agua a ambos lados fueron modeladas con yeso, el cual parecía completamente realista en una película en blanco y negro. Una sola toma ahora podría representar tanto la partida como el cierre del mar: para la primera, la toma sencillamente se empalmaba en la película al revés.
Los actores fueron filmados en secos y abrumados por el "mar" más tarde, durante la edición. Cuando, unas semanas después de la apertura de Sklavenkönigin, la película rival también estaba en cines, fue una sorpresa que la división del Mar Rojo era considerablemente más realista en la producción austriaca. No fue solamente notado por los críticos vieneses: incluso colegas de Hollywood expresaron su asombro de que en este sentido, Laaer Berg superó a Hollywood.
El director de Sascha-Film, Arnold Pressburger, asistió al director Michael Kertész como director artístico. El subdirector fue Arthur Gottlein. El cameramen Max Nekut, Gustav Ucicky y Hans Theyer contaron con el apoyo de Sascha Kolowrat-Krakowsky, el productor de la película, como director técnico.
La película tuvo un costo aproximado de 1.5 mil millones Coronas. El valor real de la suma es ciertamente relativizado por la constante alta inflación que se prolongó hasta mediados de los años 1920, no obstante, es uno de los desembolsos más altos jamás realizados para una película austriaca. Sascha-Film sólo era capaz de obtener un crédito de su banco contra la seguridad personal proporcionada por Sascha Kolowrat-Krakowsky. La razón para esto era, en parte, por los costes elevados de producción, sino también las arriesgada perspectivas económicas de la película (muchas compañías de producción de película austriacas, después de varios años de boom, fueron a la bancarrota). Las compañías de producción austriacas eran cada vez menos y menos capaces de mantenerse en pie a la fuerte competencia de importaciones extranjeras baratas, particularmente de los Estados Unidos. Además la inflación era retrocediendo, lo que hizo a las películas austriacas más caras en el extranjero, después de un periodo en qué las exportaciones de películas había florecido, gracias a la débil moneda. Además, el periodo alto de la películas de epopeyas estaba pasando gradualmente - el valor de sensación de las escenas de enormes multitudes y de actrices escasamente vestidas caía también.

## Reparto
- María Corda como Merapi
- Adelqui Migliar (Adelqui Millar) como el Príncipe Seti
- Arlette Marchal como Userti
- Ferdinand Bonn como Ana
- Oskar Beregi Sr. como Amenmeses
- Adolf Weisse como Faraón Menapta
- Hans Marr como Moisés
- Reinhold Häussermann como Pampasa
- Georges Haryton como Laban
- Emil Heise como Khi, el Sumo Sacerdote
- Boris Baranoff como el padre de Merapi
- Hans Thimig

### Escenografía y disfraces
Los sets y las construcciones fueron creadas por Artur Berger y Emil Stepanek, quienes ya tenían experiencia de epopeyas monumentales, habiendo trabajado en la estructura cinematográfica más grande en la historia del cine austriaco, la Torre de Babel en Sodom und Gomorrha de 1922. Los trajes fueron diseñados por Remigius Geyling. La gran mayoría del reparto estaba vestido de manera sencilla, pero los residentes de palacio y los sacerdotes tuvieron algunos de los trajes más imaginativos y creativos del período del cine mudo.

## De fondo
Como otras películas del periodo, Die Sklavenkönigin fue inspirada en la Egiptomanía, que arrasaba el mundo luego del descubrimiento de la tumba intacta y tesoros del Faraón Tutankhamun. La protagonista, por esta vez, no fue la mujer del director, como en la mayoría de las películas anteriores de Michael Kertész: Lucy Doraine se había divorciado de él, y así que el rol protagónico fue para María Corda, la mujer de su competidor Alexander Korda, quién también hacía epopeyas en Viena en aquellos años.
El estreno tuvo lugar en el Eos-Kino, en que Sascha-Film tenía interés. Para la ocasión, el cine fue renovado en un estilo del Antiguo Egipto y decorado con cuadros de dioses y estatuas de guerreros.

## Versiones
La película muda en blanco y negro de 35 mm, tenía 2,300 metros de largo, tuvo una banda sonora track añadida en 1932 por el Selenophon Licht- und Tonbildgesellschaft; y sin los intertítulos era de tan sólo 2,074 metros de largo.
En 2005, utilizando una impresión positiva en una base de nitrato de la edición en inglesa del British Film Institute, la película estuvo restaurada por el Filmarchiv Austria, recreando así una impresión de excelente calidad con intertítulos inglés que fue utilizada para la reconstrucción de la versión alemana, con música añadida por el principal pianista austriaco del cine mudo Gerhard Gruber.

## Críticas
- Paimann's Filmlisten, octubre de 1924: "En primer plano está la composición espléndida y totalmente exitosa de la imagen, sus impresionantes escenas de multitudes y las impresionantes estructuras las cuáles se vuelven reales por una fotografía más allá de todo reproche. El tema es dramáticamente eficaz, con muchos momentos hermosos, mientras que la dirección no es agotadora en el tempo".[4]
- Paimann's Filmlisten dio otra crítica indirecta en su edición del 11 de septiembre de 1925 mientras hablaba de la epopeya estadounidense The Ten Commandments: "la ejecución técnica, particularmente en las escenas coloreadas, es altamente loable, a pesar de que ya hemos visto al Cruce del mar Rojo hecho mejor en una película vienesa".[5]
- The New York Times, 29 de junio de 1927: "aquí hay mucho de lo que recuerda a la película de Cecil B. DeMille The Ten Commandments en La Esclava Reina, pero el Sr. Curtiz afortunadamente no tiene una historia moderna para agregar sus pasajes egipcios. Esto es una producción excelente".